# Statuia monseniorului Vladimir Ghika din București

Statuia monseniorului Vladimir Ghika din București

Originalul modelat în ghips

Statuia monseniorului Vladimir Ghika din București, operă turnată în bronz a sculptorului Gheorghe D. Anghel, a fost instalată în anul 2004 în Piața Monseniorul Vladimir Ghika, aflată în Sectorul 1, la intersecția străzilor Gheorghe Demetriade și Emil Pangratti.
Ridicarea statuii în această piață s-a făcut la inițiativa parohului Bisericii Franceze, Pr. Ioan Ciobanu, pentru a comemora 50 de ani de la moartea Monseniorului Ghika, la închisoarea Jilava, în 1954. Întâmplător, anul reprezintă și sărbătorirea a 100 de ani de la nașterea acestuia.
În spatele statuii este așezată o placă cu următorul text:
Cu binecuvântarea arhiepiscopului mitropolit romano catolic de București Ioan Robu a fost ridicat acest monument din inițiativa preotului Ioan Ciobanu și cu sprijinul enoriașilor din parohia Sacre Coeur București cu ocazia comemorării a 50 de ani de la moartea monseniorului Vladimir Ghika, principe, cărturar și preot al bisericii catolice, semănător al spiritului evanghelic și ecumenic, propovăduitor al credinței, însuflețitor al speranței și apostol al dragostei de semeni prigonit pentru fidelitate față de biserica lui Cristos, la 81 de ani, epuizat de suferințe și-a încheiat jertfa vieții sale pământești, ca martir în temnița de la Jilava la 17 mai 1954.

Personalitatea lui rămâne în istorie un simbol al culturii, spiritualității și demnității poporului român. 

Sculptor Gheorghe Anghel

Arhitecți Liliana și Romeo Belea.

## Istoricul statuii
Statuia monseniorului Vladimir Ghika a fost modelată în ghips în 1939 de sculptorul Gheorghe D. Anghel (1904-1966), la vârsta de 35 de ani, după întoarcerea sa de la studii la Paris, unde l-a cunoscut pe monsenior și a fost sprijinit material de acesta. Originalul în ipsos al statuii se află astăzi la Biserica Romano-Catolică Preasfânta Inimă a lui Isus (cunoscută și ca Biserica Franceză Sacré Coeur) din București din apropierea aceleiași piețe.
Statuia în ipsos a Monseniorului Ghika, aflată acum în incinta Bisericii Franceze s-a aflat până în 1998 în proprietatea arhitectului Anghel Marcu, căruia îi fusese dăruită de sculptor, în semn de prietenie. După decesul arhitectului Anghel Marcu, conform dispozițiilor sale testamentare, statuia a fost trimisă parohiei Sacré Coeur, ca un semn de considerație pentru biserica în care Monseniorul Ghika a slujit ca preot.
Ulterior statuia a fost transpusă în bronz. În anii regimului comunist, varianta în bronz a fost expusă în una din sălile Muzeului Național de Artă al României, din București, sub numele de Cărturarul. Statuia a fost botezată astfel în mod inspirat, însă nu de autorul ei, pentru a putea fi expusă în Muzeul Național, deoarece în timpul regimului comunist trebuia ascuns faptul că îl înfățișează pe Monseniorul Ghika.